# Pethia
Pethia — рід дрібних прісноводних риб родини коропових (Cyprinidae), родом із півдня Азії. Деякі види використовують в акваріумі. 
Назва Pethia походить від сингальського «pethia», загального слова, яке використовується для опису будь-якого з кількох невеликих видів карпових риб. 
Сестринськими до Pethia родами є Dravidia й Dawkinsia.

## Поширення
Майже всі види цього південноазійського роду проживають у Шрі-Ланці, Індії й на півночі М'янми. Лише вид Pethia stoliczkana поширює ареал роду на Таїланд і Лаос. Згідно з інформацією МСОП із 30 наведених видів, 2 — під критичною загрозою, 4 — під загрозою, 7 — уразливі, 1 — близький до уразливого, по 3 — бракує даних.

## Морфологічна характеристика
У дорослому віці види Pethia зазвичай досягають стандартної довжини менше 5 см, максимальна довжина 8 см. Тіло сплюснуте з боків. Діагностичними ознаками роду є 3 або 4 нерозгалужених і 8 розгалужених променів спинного плавця, жорсткий і зубчастий останній нерозгалужений промінь спинного плавця, 3 нерозгалужених і 5 розгалужених променів анального плавця. Бічна лінія повна, зламана або, найчастіше, неповна. Ростральні вусики відсутні, переважно також верхньощелепні вусики; якщо останні присутні, то вони крихітні. Характерними є також чорна пляма біля основи хвоста, а також інші чорні плями, крапки або смуги з боків тіла.

## Види
Рід включає такі види:
1. Pethia arunachalensis Shangningam, Kosygin & Chowdhury, 2020
2. Pethia atra (Linthoingambi & Vishwanath, 2007)
3. Pethia aurea Knight, 2013
4. Pethia bandula (Kottelat & Pethiyagoda, 1991)
5. Pethia canius (Hamilton, 1822)
6. Pethia castor Conway, Pinion & Kottelat, 2021
7. Pethia chakpiensis Shangningam & Kosygin, 2023
8. Pethia conchonius (Hamilton, 1822)
9. Pethia cumingii (Günther, 1868)
10. Pethia didi (Kullander & Fang, 2005)
11. Pethia dikhuensis Praveenraj, Limaakum, Knight, Moulitharan & Imchen, 2022
12. Pethia erythromycter (Kullander, 2008)
13. Pethia expletiforis Mayanglambam & Vishwanath, 2013
14. Pethia gelius (Hamilton, 1822)
15. Pethia guganio (Hamilton, 1822)
16. Pethia khugae (Linthoingambi & Vishwanath, 2007)
17. Pethia longicauda Katwate, Paingankar, Raghavan & Dahanukar, 2014
18. Pethia lutea Katwate, Katwate, Raghavan, Paingankar & Dahanukar, 2014
19. Pethia macrogramma (Kullander, 2008)
20. Pethia manipurensis (Menon, Rema Devi & Vishwanath, 2000)
21. Pethia meingangbii (Arunkumar & Tombi Singh, 2003)
22. Pethia melanomaculata (Deraniyagala, 1956)
23. Pethia muvattupuzhaensis (Jameela Beevi & Ramachandran, 2005)
24. Pethia nankyweensis (Kullander, 2008)
25. Pethia narayani (Hora, 1937)
26. Pethia nigripinnis (Knight, Rema Devi, Indra & Arunachalam, 2012)
27. Pethia nigrofasciata (Günther, 1868)
28. Pethia ornatus (Vishwanath & Laisram, 2004)
29. Pethia padamya (Kullander & Britz, 2008)
30. Pethia phutunio (Hamilton, 1822)
31. Pethia poiensis Shangningam & Waikhom, 2018
32. Pethia pollux Conway, Pinion & Kottelat, 2021
33. Pethia pookodensis (Mercy & Eapen, 2007)
34. Pethia punctata (Day, 1865)
35. Pethia reval (Meegaskumbura, Silva, Maduwage & Pethiyagoda, 2008)
36. Pethia rutila Lalramliana, Knight & Laltlanhlua, 2014
37. Pethia sahit Katwate, Kumkar, Raghavan & Dahanukar, 2018
38. Pethia sanjaymoluri U. Katwate, Jadhav, Kumkar, Raghavan & Dahanukar, 2016
39. Pethia setnai (Chhapgar & Sane, 1992)
40. Pethia shalynius (Yazdani & Talukdar, 1975)
41. Pethia sharmai (Menon & Rema Devi, 1993)
42. Pethia stoliczkana (Day, 1871)
43. Pethia striata Atkore, Knight, Rema Devi & Krishnaswamy, 2015
44. Pethia thelys (Kullander, 2008)
45. Pethia tiantian (Kullander & Fang, 2005)
46. Pethia ticto (Hamilton, 1822)
47. Pethia yuensis (Arunkumar & Tombi Singh, 2003)